# Carl Friedrich Wenzel
Pour les articles homonymes, voir Wenzel.
Carl Friedrich Wenzel (1740-26 février 1793) est un chimiste allemand.
Né à Dresde, il est le fils d'un relieur. il devient chirurgien dans la marine hollandaise, puis directeur des mines de Freiberg en Saxe (1780). 

## Principaux travaux
Il publie en 1777 à Dresde une théorie sur l'affinité chimique où il expose la loi de la double décomposition des sels et la loi des équivalents chimiques, appelée loi de Wenzel.